# X-gebonden agammaglobulinemie
Agammaglobulinemie, ook wel ziekte van Bruton of XLA (X-linked Agammaglobulinemia) is een aangeboren aandoening. Omdat er geen of nauwelijks antistoffen (immunoglobuline) worden aangemaakt, treden er al vrij snel bacteriële infecties op, die niet te bestrijden zijn met antibiotica, in het eerste levensjaar. Deze infecties zijn vooral gelokaliseerd in de darmen, luchtwegen en de huid, maar ook hersenvliesontsteking (meningitis) en sepsis ('bloedvergiftiging') komen vaak voor. Verder is er sprake van verhoogde gevoeligheid voor virusinfecties.

## Diagnose
Naast het frequent voorkomen van, met name bacteriële infecties, wordt de diagnose bevestigd door bloedonderzoek. Verder is bij 80% genetisch onderzoek succesvol om een diagnose te kunnen ondersteunen.

## Behandeling
De behandeling bestaat uit het toedienen van antistoffen ter voorkoming van infecties.

## Overerving
X-gebonden recessief.